# Bryn Athyn
Bryn Athyn es un borough ubicado en el condado de Montgomery en el estado estadounidense de Pensilvania. En el año 2000 tenía una población de 1,351 habitantes y una densidad poblacional de 273 personas por km².

## Geografía
Bryn Athyn se encuentra ubicado en las coordenadas 40°8′22″N 75°4′2″O / 40.13944, -75.06722.

## Demografía
Según la Oficina del Censo en 2000 los ingresos medios por hogar en la localidad eran de $68,646 y los ingresos medios por familia eran $76,214. Los hombres tenían unos ingresos medios de $48,958 frente a los $35,000 para las mujeres. La renta per cápita para la localidad era de $32,737. Alrededor del 3.6% de la población estaba por debajo del umbral de pobreza.